# Xã Athens, Quận Athens, Ohio
Xã Athens (tiếng Anh: Athens Township) là một xã thuộc quận Athens, tiểu bang Ohio, Hoa Kỳ. Năm 2010, dân số của xã này là 30.473 người.